# Волкова, Виолетта Николаевна
Виолетта Николаевна Волкова (род. 13 октября 1936 года, Ростов-на-Дону) — советский и российский ученый в области теории систем и системного анализа.
Кандидат технических наук (1973), доктор экономических наук (1993), профессор (1994), профессор Санкт-Петербургского государственного политехнического университета. Заслуженный работник высшей школы РФ (2002).

## Биография
Окончила Таганрогский радиотехнический институт (1959) и аспирантуру в МЭИ (1970). Ученица Ф. Е. Темникова. Затем работала там же — в проблемной лаборатории при кафедре системотехники. Перед тем в 1956-66 гг. — в Ростовском высшем командно-инженерном училище. В 1974-80 в НИИ проблем ВШ.
С 1976 года ведет созданный (в 1973 году) по инициативе Ф. Е. Темникова и ученых МЭИ и Центрального экономико-математического института АН СССР (ныне — ЦЭМИ РАН) при Всесоюзном обществе радиотехники, электроники и связи (ВНТОРЭС) им. А. С. Попова семинар «Системный анализ и его применение», его научный руководитель.
С 1980 г. в Санкт-Петербургском государственном политехническом университете, ныне профессор кафедры системного анализа и управления Института информационных технологий Санкт-Петербургского государственного политехнического университета. Член Международной академии наук высшей школы (с 1994) и Международной академии информатизации (1995). Ветеран труда (1986), почетный работник высшего профессионального образования (1999). Член редакционного совета научно-практического журнала «Прикладная информатика».

## Научные труды
Автор более 250 научных работ, 13 монографий. Автор первого в стране учебника «Системный анализ в экономике и организации производства» (1991 г.), учебника «Основы теории систем и системного анализа» (три издания — 1997, 2000, 2004), словаря-справочника «Системный анализ и принятие решений» (М.: Высшая школа, 2004), справочника «Теория систем и системный анализ в управлении организациями».(М.: Финансы и статистика, 2006).
- Теория систем и методы системного анализа в управлении и связи / В. H. Волкова, В. А. Воронков, А. А. Денисов и др. — М.: Радио и связь, 1983. — 248 с.
- Денисов А. А., Волкова В. Н. Иерархические системы: учеб. пособие. — Л.: ЛПИ, 1989. — 88 с.
- Системный анализ в экономике и организации производства: Учебник для студентов вузов / Под ред. С. А. Валуева, В. Н. Волковой. — Л.: Политехника, 1991. — 398 с.
- Волкова В. Н., Денисов А. А. Основы теории систем и системного анализа. — СПб.: Изд-во СПбГТУ, 1997. — 510 с.
- Системный анализ и принятие решений: Словарь-справочник / Под ред. В. Н. Волковой, В. Н. Козлова. — М.: Высшая школа, 2004. — 616 с.
- Волкова В. Н., Денисов А. А. Теория систем: учеб. пособие для студентов вузов. Рекомендовано Министерством образования и науки РФ в качестве учебного пособия для студентов высших учебных заведений, обучающихся по направлению «Системный анализ и управление». — М.: Высшая школа, 2006. — 512 с.
- Теория систем и системный анализ в управлении организациями: Справочник / Под ред. В. Н. Волковой и А. А. Емельянова. — М.: Финансы и статистика, 2006. — 848 с.; — М.: Финансы и статистика; ИНФРА-М, 2009. — 848 с.
- Прикладная информатика: Справочник / Под ред. В. Н. Волковой, В. Н. Юрьева. — М.: Финансы и статистика; ИНФРА-М, 2008. — 768 с.
- Волкова В. Н., Денисов А. А. Теория систем и системный анализ: учебник для вузов. — М.: Изд-во «Юрайт», серия Университеты России, 2010. — 679 с.
- Волкова В. Н., Денисов А. А. Теория систем и системный анализ: учебник для академического бакалавра, 2-е издание, переработанное и дополненное. — М.: Изд-во Юрайт, 2014. — 616 с. — Серия: Бакалавр. Академический курс.